# John D’Aquino
John D’Aquino, właściwie John Aquino (ur. 14 kwietnia 1958 w Mieście Nowy Jork) – amerykański aktor, producent filmowy i scenarzysta.

## Życiorys
Urodził się w Brooklynie w Mieście Nowy Jork, w stanie Nowy Jork jako syn włoskiego imigranta. Dorastał z dwoma braćmi i jedną siostrą. W 1976 ukończył Coconut Creek High School w Coconut Creek na Florydzie. W 1980 ukończył studia teatralne na Uniwersytecie Stanu Floryda. Trenował aktorstwo w wielu miejscach, w tym na Florydzie, Los Angeles i Nowym Jorku.
Zadebiutował na szklanym ekranie jako Varges De La Cosa w serialu ABC Wildside (1985), a następnie wystąpił gościnnie w jednym z odcinków serialu Niesamowite historie - pt. „Guilt Trip” (1985) z udziałem Doma DeLuise, Loni Anderson i Charlesa Durninga. Zagrał postać porucznika Johna Chadwaya w dreszczowcu politycznym Rogera Donaldsona Bez wyjścia (1987) u boku Kevina Costnera, Gene’a Hackmana i Sean Young. Po występie w horrorze Stana Winstona Dyniogłowy (1988) u boku Lance’a Henriksena, można go było dostrzec w serialach takich jak Magnum (1987), Christine Cromwell (1990) z Jaclyn Smith, Tequila i Bonetti (1992), Słoneczny patrol (1995), Renegat (1995) i Nowe przygody Supermana (1996). W serialu fantastycznonaukowym NBC SeaQuest (1993-1995) wystąpił jako porucznik Benjamin „Ben” Krieg. W sitcomie Disney Channel Cory w Białym Domu (Cory in the House, 2007–2008) zagrał latynoskiego prezydenta Richarda Martineza.
15 listopada 2000 był nominowany do 25. nagrody Carbonell Awards na Południowej Florydzie dla najlepszego aktora scenicznego za Over the River and Through the Woods w Caldwell Theatre Company.
Jako ambasador Childhelp USA, ściśle współpracuje z Fundacją Niewidomych Dzieci Toma Sullivana.

## Filmografia
| Filmy      | Filmy                                               | Filmy                          | Filmy                                           |
| Rok        | Tytuł                                               | Rola                           | Reżyser                                         |
| ---------- | --------------------------------------------------- | ------------------------------ | ----------------------------------------------- |
| 1987       | Bez wyjścia                                         | porucznik John Chadway         | Roger Donaldson                                 |
| 1988       | Police Story: The Watch Commander (TV)              | porucznik Carl Corelli         | Gary Nelson                                     |
| 1988       | Dyniogłowy                                          | Joel                           | Stan Winston                                    |
| 1988       | Slipping Into Darkness                              | Fritz                          | Eleanor Gaver                                   |
| 1992       | Stompin' at the Savoy (TV)                          | Bill                           | Debbie Allen                                    |
| 1996       | Romans z opiekunką (The Babysitter's Seduction, TV) | Paul Richards                  | David Burton Morris                             |
| 1998       | Takie czasy (Hard Time, TV)                         | Ray Hertz                      | Burt Reynolds                                   |
| 1999       | Cowboys and Angels (film krótkometrażowy)           | Louis                          | Thomas W. Roush                                 |
| 2002       | It's All About You                                  | John                           | Mark Fauser                                     |
| 2013       | Second Chances                                      | Pearson                        | Rondell Sheridan                                |
| 2014       | Another Assembly                                    | sierżant Conrad Kane           | Rondell Sheridan                                |
| 2017       | The 60 Yard Line                                    |                                | Leif Gantvoort                                  |
| Seriale TV |                                                     |                                |                                                 |
| Rok        | Tytuł                                               | Rola                           | Odcinek                                         |
| 1985       | Niesamowite historie                                | wielki facet                   | „Guilt Trip”                                    |
| 1987       | Magnum                                              | Nick Patrelli                  | „Infinity and Jelly Doughnuts”                  |
| 1989       | Zagubiony w czasie                                  | Frank LaMotta                  | „Jimmy - 14 października 1964”                  |
| 1989       | Matlock                                             | Jim Roper                      | „The Clown”                                     |
| 1991       | Hasło: kocham cię                                   | młody Mo Hornsby               | „What's Up, Bugsy?”                             |
| 1992       | Napisała: Morderstwo                                | sierżant Tom Jarrow            | „The Classic Murder”                            |
| 1992       | Bar widmo (Nightmare Cafe)                          | Al                             | „Nightmare Cafe”                                |
| 1992       | Tequila i Bonetti                                   | Chad Rydell                    | „Reel Life”                                     |
| 1992       | Zagubiony w czasie                                  | Frank LaMotta                  | „Deliver Us from Evil - 19 marca 1966”          |
| 1992       | Matlock                                             | Dwayne Meeks                   | „Mr. Awesome”                                   |
| 1993       | Zagubiony w czasie                                  | Tonchi / Frank LaMotta         | „Mirror Image - 8 sierpnia 1953”                |
| 1993-1995  | SeaQuest                                            | porucznik Benjamin „Ben” Krieg | 24 odcinki                                      |
| 1994       | M.A.N.T.I.S.                                        | agent Raymond Geary            | „To Prey in Darkness”                           |
| 1995       | Napisała: Morderstwo                                | J. Peter Carmody               | „The Dream Team”                                |
| 1995       | Słoneczny patrol                                    | Jack Klein                     | „Face of Fear”                                  |
| 1995       | Renegat                                             | Tony Spano                     | „Another Place and Time”                        |
| 1996       | Kroniki Seinfelda                                   | Todd                           | „The Calzone”                                   |
| 1996       | Trzecia planeta od Słońca                           | Kevin Randall                  | 4 odcinki                                       |
| 1996       | Nowe przygody Supermana                             | młody Conner Schenk            | „Brutal Youth”                                  |
| 1996       | Napisała: Morderstwo                                | Wylie Trey                     | „Murder in Tempo”                               |
| 1997       | Xena: Wojownicza księżniczka                        | Ulisses                        | „Ulysses”                                       |
| 1997       | Baza Pensacola                                      | Voight                         | „Birds of Prey”                                 |
| 1998       | Sliders                                             | Randall Simmons                | „Virtual Slide”                                 |
| 1998       | Stan wyjątkowy                                      | George Young                   | „Take Out”                                      |
| 1999       | Melrose Place                                       | Perry Hutchins                 | 2 odcinki                                       |
| 1999       | V.I.P.                                              | Eric Collier                   | „Good Val Hunting”                              |
| 2000-2003  | JAG – Wojskowe Biuro Śledcze                        | Stuart Dunston                 | 10 odcinków                                     |
| 2001       | Ach, ten Bush!                                      | Larry O’Shea                   | 8 odcinków                                      |
| 2003       | Babski oddział                                      | dr James Turner                | „Body Double”                                   |
| 2003       | Oliver i przyjaciele                                | Bernard Vogel                  | „A Day at the Beach”                            |
| 2004       | Jordan                                              | Harold Fallon                  | „Revealed”                                      |
| 2005       | JAG – Wojskowe Biuro Śledcze                        | Stuart Dunston                 | „Two Towns”                                     |
| 2007       | Shark                                               | Ty Bennings                    | „Shaun of the Dead”                             |
| 2007       | Hannah Montana                                      | prezydent Richard Martinez     | „Take This Job and Love It”                     |
| 2007       | Trawka                                              | Pan Tramigliosi                | „Doing the Backstroke”                          |
| 2007–2008  | Cory w Białym Domu (Cory in the House)              | prezydent Richard Martinez     | 34 odcinki                                      |
| 2008       | Detektyw Monk                                       | McKiernan                      | „Mr. Monk Falls in Love”                        |
| 2009       | CSI: Kryminalne zagadki Las Vegas                   | Gavin Fenish                   | „Turn, Turn, Turn”                              |
| 2010       | Dowody zbrodni                                      | Kenneth Hoag '09 / '10         | „Bullet”                                        |
| 2011       | Taniec rządzi                                       | Don Rio                        | „Glitz It Up”                                   |
| 2013       | Dexter                                              | Ed Hamilton                    | 2 odcinki                                       |
| 2013       | Mroczne zagadki Los Angeles                         | Craig Fowler                   | „Curve Ball”                                    |
| 2015       | Mentalista                                          | Bill Herman                    | „Brown Shag Carpet”                             |
| 2015       | Agenci NCIS                                         | Ken Ashmore                    | „Lost in Translation”                           |
| 2018       | Tu i teraz                                          | gubernator Eric Baugher        | „Wake”                                          |
| 2018       | Rodzina w oparach                                   | Heckler (głos)                 | „Dr. Dankerson's Revivifying Wellness Tincture” |
| 2018       | K.C. nastoletnia agentka                            | Joey Damico                    | „Take Me Out”                                   |